# Takamasa Watanabe
Takamasa Watanabe (渡辺 隆正 Watanabe Takamasa?, nacido el 12 de mayo de 1977 en Tokio) es un exfutbolista japonés. Jugaba de centrocampista y su último club fue el Urawa Reds de Japón.

## Trayectoria

### Clubes
| Club       | País  | Año         |
| ---------- | ----- | ----------- |
| Urawa Reds | Japón | 2001 - 2002 |